# 1926 en arts plastiques
| Années des arts plastiques : 1923 - 1924 - 1925 - 1926 - 1927 - 1928 - 1929    |
| Décennies des arts plastiques : 1890 - 1900 - 1910 - 1920 - 1930 - 1940 - 1950 |

Cette page concerne l'année 1926 en arts plastiques.

## Événements
- Découverte par Antonio Muñoz de fragments de décor médiéval à l'intérieur du temple de Portunus sur le forum Boarium à Rome[1].

## Œuvres
- Le Jockey perdu, l'une des premières œuvres surréalistes de René Magritte.
- Composition, peinture abstraite de Mondrian.
- Buste de jeune fille, peinture de Pablo Picasso de son modèle Marie-Thérèse Walter.

## Naissances
- 1er janvier : Antonio Guansé, peintre, graveur et lithographe espagnol (22 novembre 2008),
- 2 janvier : Helen Moloney, artiste vitrailliste irlandaise († 6 mars 2011),
- 3 janvier : Vladimir Stojarov, peintre soviétique († 22 novembre 1973),
- 10 janvier :
  - Bernard Damiano, peintre expressionniste italien († 23 juin 2000),
  - Júlio Pomar, peintre portugais († 22 mai 2018),
- 17 janvier : Robert Filliou, peintre français proche du mouvement Fluxus († 2 décembre 1987),
- 18 janvier : Jeannie Dumesnil, peintre française († 21 juin 2000),
- 31 janvier : Lev Roussov, peintre soviétique († 20 février 1987),
- 1er février : Paul Guiramand, peintre et graveur français († 8 décembre 2007),
- 2 février : 
  - Alain Métayer, sculpteur français, prix de Rome en 1953 († 22 mai 2010),
  - Alain Trez, peintre et dessinateur de presse,
- 12 février : Yves Le Pape, sculpteur d'art religieux français († 23 janvier 2016),
- 22 février : Raoul Giordan, auteur de bande dessinée et peintre français († 18 janvier 2017),
- 5 mars : François Dilasser, peintre français († 16 septembre 2012),
- 1er mars : Adrien Seguin, peintre français († 22 janvier 2005),
- 6 mars : Pierre Chevalley, peintre, verrier, graveur et professeur de peinture suisse († 8 mai 2006),
- 10 mars : Gérard Koch, sculpteur français († 31 mars 2014),
- 18 mars : Claude Garanjoud, peintre français († 20 décembre 2005),
- 21 mars : Antonino Virduzzo, peintre italien († 23 avril 1982),
- 22 mars : Lucien Demouge, peintre français († 23 février 2005),
- 25 mars : Jack Youngerman, peintre et sculpteur américain († 19 février 2020),
- 28 mars : Yvon Taillandier, peintre, sculpteur et écrivain français († 3 mars 2018),
- 4 avril : Lars Fredrikson, peintre, dessinateur, sculpteur et plasticien suédois († 18 mars 1997),
- 12 avril : Alice Pasco, peintre et écrivaine française († 8 juillet 2013),
- 17 avril : Lucienne Berthon, peintre et réalisatrice de films d'animation française († 2012),
- 23 avril :
  - Michel Humair, peintre suisse († 23 février 2019),
  - Maurice Lemaître, artiste, cinéaste, peintre, écrivain et poète libertaire français († 2 juillet 2018),
- 30 avril : François Morellet, peintre, graveur et sculpteur français († 10 mai 2016),
- 3 mai : Josette Coras, peintre, graveuse et dessinatrice française († 2 mars 2008),
- 5 juin : Éliane Thiollier, peintre française († 29 août 1989),
- 13 juin : Gabriel Pomerand, poète et peintre lettriste français († 26 juin 1972),
- 18 juin : Raoul Hunter, caricaturiste et sculpteur canadien († 10 décembre 2018),
- 7 juillet : Pierre Faniest, peintre français († 22 mars 2010),
- 15 juillet :
  - André Helluin, peintre français († 23 novembre 2015),
  - Louttre.B, peintre et un graveur français († 6 avril 2012),
- 26 juillet : Jacques Voyet, peintre, sculpteur, scénographe français († 12 janvier 2010),
- 29 juillet : J.-J.-J. Rigal, graveur, peintre et sculpteur français († 24 février 1997),
- 1er août : Pierre Hennebelle, peintre et pianiste de jazz français († 17 août 2013),
- 3 août : Gérard Calvet, peintre et sculpteur français († 6 mars 2017),
- 12 août : Francis Salles, peintre français († 26 août 2003),
- 21 août : Pavel Brázda, peintre tchécoslovaque puis tchèque († 17 décembre 2017),
- 27 août : Krasno, peintre, sculpteur et graveur français d'origine argentine († 10 juin 1982),
- 8 septembre : Jean Miotte, peintre français contemporain mis en rapport avec l'Abstraction lyrique († 1er mars 2016),
- 12 septembre : Bona, peintre, écrivaine et poète française († 25 août 2000),
- 20 septembre : Jean Weinbaum, peintre suisse puis américain († 27 janvier 2013),
- 21 septembre : Flavio Costantini, peintre et illustrateur d'inspiration libertaire italien († 20 mai 2013),
- 25 septembre : Sonia Gechtoff, peintre américaine († 1er février 2018),
- 6 octobre : Petar Omčikus, peintre serbe naturalisé français († 26 avril 2019),
- 18 octobre : Pierre Quidu, peintre français († 21 juillet 2014),
- 23 octobre : Henri Autran, peintre français († 13 décembre 2007),
- 26 octobre : France Slana, peintre, collectionneur et illustrateur slovène († 25 avril 2022),
- 27 octobre : François Jousselin, peintre français († 3 octobre 2009),
- 3 novembre : Paul Rebeyrolle, peintre français († 7 février 2005),
- 4 novembre : Gérald Bloncourt, peintre, poète et photographe haïtien († 29 octobre 2018),
- 9 novembre : Raphy, de son vrai nom Raphaël Gazrighian, peintre français d'origine arménienne († 27 mars 2022),
- 16 novembre : Jacques Bouyssou, peintre français († janvier 1997),
- 20 novembre : Arturo Luz, peintre, graveur et sculpteur philippin († 26 mai 2021),
- 22 novembre : Chafik Abboud, peintre non figuratif libanais naturalisé français († 8 avril 2004),
- 24 novembre : Vittorio Miele, peintre italien († 18 novembre 1999),
- 2 décembre : Rudolph Polder, peintre néerlandais († 16 juillet 2016),
- 5 décembre : Serge Markó, peintre français († 4 septembre 2014),
- 15 décembre : Barry Driscoll, peintre et sculpteur britannique († 30 avril 2006),
- 17 décembre : Georges Laporte, peintre, lithographe et illustrateur français († 7 novembre 2000),
- 26 décembre :
  - Arcabas, peintre et sculpteur français († 23 août 2018),
  - Gina Pellón, peintre cubaine,
- ? :
  - Paul Guiragossian, peintre arménien palestinien et libanais († 20 novembre 1993),
  - Kimura Reiji, peintre, graveur japonais.

## Décès
- 4 janvier :
  - Paul de La Boulaye, peintre français (° 24 janvier 1849),
  - Sophie de Niederhausern, peintre paysagiste suisse (° 12 janvier 1856),
- 7 janvier : Henri Gaston Darien, peintre français (° 8 janvier 1864),
- 15 janvier : Eugène Zak, peintre polonais (° 15 décembre 1884),
- 22 janvier : Carlos Schwabe, peintre allemand naturalisé suisse (° 21 juillet 1866),
- 29 janvier :
  - Pierre Bracquemond, peintre et dessinateur français (° 30 janvier 1870),
  - Henry Tenré, peintre français (° 14 octobre 1854),
- 31 janvier : Giovanni Beltrami, peintre, illustrateur, critique d'art et affichiste italien (° 26 février 1860),
- 4 février :
  - Paul Alphonse Marsac, peintre français (° 22 juillet 1865),
  - Adolphe Léon Willette, peintre, illustrateur, décorateur et caricaturiste français (° 30 juillet 1857),
- 5 février : Gustav Eberlein, sculpteur, peintre, illustrateur et écrivain allemand (° 14 juillet 1847),
- 6 février : Henri Person, peintre français (° 22 juin 1876),
- 10 février : Jean-Baptiste Cherfils, peintre, écrivain et sociologue français (° 13 mars 1858),
- 11 février :
  - Wilhelm Kuhnert, peintre et illustrateur allemand (° 18 septembre 1865),
  - Frédéric Montenard, peintre français (° 17 mai 1849),
- 21 février : Eugen Zardetti, peintre suisse (° 27 novembre 1849),
- 25 février : Ernest Édouard Martens, peintre français (° 8 juin 1865),
- 3 mars : Christian Henri Roullier, peintre et sculpteur français (° 7 mai 1845),
- 22 mars :
  - Richard Bisschop, peintre, dessinateur et aquarelliste néerlandais (° 21 juin 1849),
  - Alfred Guillou, peintre français (° 12 septembre 1844),
- 1er avril : Charles Angrand, peintre néo-impressionniste français de l'École de Rouen (° 19 avril 1854),
- 4 avril : Joseph Pennell, illustrateur, graveur, lithographe et écrivain américain (° 4 juillet 1857),
- 8 avril : Maurice Biais, peintre, dessinateur et affichiste français (° 30 décembre 1872),
- 16 avril : Lucien Simonnet, peintre français (° 22 novembre 1849),
- 18 avril : Edith Blake, illustratrice et écrivaine botanique irlandaise (° 7 février 1846),
- 23 avril : Théodore Roussel, peintre et graveur britannique d'origine française (° 23 mars 1847),
- 26 avril : Emmanuel Samson, peintre et sculpteur français (° 5 mai 1860),
- 27 mai : Jeanna Bauck, peintre suédo-allemande (° 19 août 1840),
- 31 mai : Stanisław Masłowski, peintre polonais (° 3 décembre 1853),
- 24 juin : G. P. Nerli, peintre italien (° 21 février 1860),
- 30 juin : Lionel Royer, peintre français (° 25 décembre 1852),
- 23 juillet :
  - Émile Maillard, peintre français (° 2 juin 1846),
  - Léonie de Bazelaire, femme de lettres et peintre française (° 19 mai 1857),
  - Viktor Vasnetsov, peintre russe puis soviétique (° 15 mai 1848),
- 27 juillet : Marie-Jeanne Brémond, peintre française (° 10 janvier 1870),
- 1er août :
  - Charles Amable Lenoir, peintre français (° 22 octobre 1860),
  - Henri Rovel, peintre, compositeur et météorologue français (° 8 juillet 1849),
- 3 août :
  - Léonard Jarraud, peintre français (° 24 février 1848),
  - Diogène Maillart, peintre français (° 28 octobre 1840),
- 4 août : Ermen Parini, peintre française (° 5 août 1872),
- 8 août :
  - Eugène-Louis Chayllery, peintre français (° 1854),
  - Frank Myers Boggs, peintre français d'origine américaine (° 6 décembre 1855),
- 25 août : Thomas Moran, peintre américain (° 12 février 1837),
- 29 août : Amadé Barth, peintre suisse (° 11 octobre 1899),
- 2 septembre : Jeanne Malivel, peintre, illustratrice et graveuse française (° 15 avril 1895),
- 4 septembre : Charles Francisque Raub, peintre français (° 7 février 1854),
- 27 septembre : Max Ebersberger, peintre allemand (° 1852).
- 3 octobre :
  - Otto Eerelman, peintre, graveur et lithographe néerlandais (° 23 mars 1839),
  - Édouard Herzig, peintre et caricaturiste français d'origine suisse (° 23 décembre 1860),
- 14 octobre : Wenceslas Pająk, peintre polonais (° 7 août 1891),
- 17 octobre : Hippolyte Berteaux, peintre français (° 28 mars 1843),
- 25 octobre : Élie Laurent, peintre français (° 7 décembre 1841),
- 29 octobre : Joseph-Noël Sylvestre, peintre français (° 24 juin 1847),
- 7 novembre : Jules-Victor Verdier, peintre français (° 3 août 1862),
- 16 novembre : Karel Klíč, peintre, photographe et illustrateur autrichien, austro-hongrois puis tchécoslovaque (° 30 mai 1841),
- 27 novembre : Dmitri Chtcherbinovski, peintre impressionniste russe puis soviétique (° 13 janvier 1867),
- 2 décembre : Alexis Mossa, peintre français de genre, de figures et de paysages (° 15 octobre 1844),
- 5 décembre : Claude Monet, peintre français (° 14 novembre 1840),
- 13 décembre : Théo van Rysselberghe, peintre belge (° 23 novembre 1862),
- 20 décembre : Ettore Ximenes, sculpteur, peintre et illustrateur italien (° 11 avril 1855),
- 24 décembre : Adolphe-Alphonse Géry-Bichard, peintre, graveur et illustrateur français (° 19 novembre 1841),
- ? :
  - Eugène Buland, peintre français (° 26 octobre 1852),
  - Jean Danguy, peintre français (° 24 novembre 1863),
  - Léon Hingre, peintre et illustrateur français (° 6 janvier 1860),
  - Paul Pujol, peintre et architecte français (° 22 novembre 1848),
  - Hyacinthe Royet, peintre, illustrateur et affichiste français (° 20 septembre 1862),
- Vers 1926 :
- François Brunery, peintre italien (° 1849),
- Après 1926 :
- Joseph Louis Cornier-Miramont, peintre et sculpteur français (° 3 mai 1876).